# 三甲基硅基甲醇
三甲基硅基甲醇是一种有机化合物，化学式为C4H12OSi。它可由乙酸三甲基硅基甲酯和对甲苯磺酸在甲醇中反应制得。它和氯磺酰异氰酸酯反应，可以得到氨基甲酸三甲基硅基甲酯。